# Integració simbòlica
Integració simbòlica és el problema de trobar una fórmula per a la primitiva, o integral indefinida, d'una funció donada f(x), és a dir, trobar una funció derivable F(x) tal que
{\displaystyle {\frac {dF}{dx}}=f(x)}
Això també s'escriu
{\displaystyle F(x)=\int f(x)dx}
La paraula simbòlica es fa servir per a distingir aquest problema de la integració numèrica, on el que es busca és el valor de F en un punt o un conjunt particular de punts.
Tots dos problemes han tingut una gran importància pràctica i teòrica abans del desenvolupament dels ordinadors, però actualment es consideren dins el domini de la informàtica, a causa del fet que l'aplicació dels ordinadors els ha donat un punt de vista singular. Es tracta de descriure algorismes que es puguin programar en un ordinador que siguin capaços de fer aquestes tasques.
Trobar la derivada d'una expressió és un procés directe per al qual és fàcil de construir un algorisme. La qüestió inversa de trobar una primitiva és molt més difícil. Moltes expressions que són relativament simples no tenen integrals que es puguin expressar en una forma tancada. Vegeu primitiva per a més detalls.
Existeix un procediment anomenat algorisme de Risch que és capaç de determinar si una integral existeix i si existeix donar la seva expressió, per a moltes classes d'expressions, aquest tipus d'algorismes (en el moment d'escriure aquest article 2008) encara estan en procés de desenvolupament i d'expansió.
No obstant això, l'algorisme de Risch s'aplica a integrals indefinides i la majoria de les integrals d'interès per als físics, teòrics Químics i Enginyers, són integrals definides sovint relacionada amb les transformades de Laplace, transformades de Fourier i transformades de Mellin. Una alternativa per l'algorisme de Risch implica la combinació d'un sistema d'àlgebra computacional, reconeixement de patrons i l'explotació de funcions especials, en particular, la funció gamma incompleta. Encara que aquest mètode és heurístic en lloc d'algorítmic, però és un mètode eficaç per resoldre integrals definides, en particular els que es troben per les aplicacions pràctiques d'enginyeria. Aquest mètode va ser desenvolupat principalment pels desenvolupadors del Maple sistema i més tard imitat per Mathematica, MuPAD i altres sistemes.

## Exemple
{\displaystyle \int x^{2}\,dx={\frac {x^{3}}{3}}+C}
És un resultat simbòlic d'una integral indefinida (aquí C és una constant d'integració), mentre que
{\displaystyle \int _{-1}^{1}x^{2}\,dx={\frac {2}{3}}}
És un resultat numèric de la integral definida.